# Гершуни, Евгений Павлович
Евгений Павлович Гершу́ни (1899—1970) — советский деятель цирка и эстрады, режиссёр и критик; заслуженный артист РСФСР (1939).

## Биография
Родился 25 февраля (9 марта) 1899 года в Петербурге в семье литератора и издателя.
Первоначально учился в Петроградском университете. В 1919 году поступил в театр-студию при Малом драматическом театре в Петрограде. Вскоре с группой молодых актёров организовал «Мастерскую драмы». Затем работал в театрах «Вольная комедия» и «Балаганчик».
В 1922 году играл роль Конунга в пьесе Н. С. Гумилёва «Гондла». В середине 1920-х годов Гершуни работал на эстраде и в цирке. С 1926 года был заместителем директора Ленинградского цирка, в 1931—1937 годах — художественный руководитель Ленинградского цирка, в 1939—1941 годах — Киевского цирка.
В 1941 года добровольцем вступил в Кировскую дивизию народного ополчения, где организовал эстрадный ансамбль. В сентябре 1941 года приказом Политуправления Северо-Западного фронта Евгений Павлович с другими артистами-ополченцами был прикомандирован к Ленинградскому Дому Красной Армии, где организовал фронтовой цирк и стал его начальником. Цирк работал на Ленинградском и Волховском фронтах.
Умер 7 августа 1970 года в Ленинграде. Похоронен на Кладбище Памяти жертв 9 января.

## Творчество
С 1920-х годов Гершуни писал заметки, рецензии, небольшие статьи, посвящённые цирку и эстраде. В 1934 году вместе с А. Г. Арнольдом поставил в Ленинградском цирке новую редакцию пантомимы XIX века «Черный пират»; в 1939 году вместе с В. Е. Эйженом написал сценарий для ревю «Теплоход „Веселый“», поставленного цирковым коллективом Эйжена. В 1950—1960-х годах сотрудничал с журналом «Советский цирк» (с 1963 года — «Советская эстрада и цирк»). Е. П. Гершуни — один из создателей (совместно с В. Я. Андреевым и Е. М. Кузнецовым) Музея циркового искусства в Ленинграде в 1928 году.
В 1966 году вступил в Союз журналистов СССР, автор книг:
- «Советская эстрада» (1959);
- «Заметки о музыкальной эстраде» (1963);
- «Рассказываю об эстраде» (1968).